# Schneeland (Film)
Schneeland ist ein deutsches Filmdrama von Hans W. Geißendörfer aus dem Jahr 2004. Das Drehbuch beruht auf dem gleichnamigen Roman von Elisabeth Rynell.

## Handlung
Die unter Depressionen leidende Schriftstellerin Elisabeth verliert bei einem Autounfall ihren Ehemann Ingmar. Er hinterlässt sie und drei Kinder. Verzweifelt beschließt sie, ihm in den Tod zu folgen und flüchtet in die Einsamkeit der Kälte und des Schnees von Lappland. Hier hatte sie ihren Mann kennengelernt – eine Einstellung zeigt, wie sie den Baum wiederfindet, in dessen Stamm ein Herz mit den Initialen E und I geritzt ist.
Elisabeth verliert sich in der Einöde der Schneewüste und spricht sich selbst immer wieder Mut zu, nicht aufzugeben. Nach unbestimmt langer Zeit erreicht sie einen verlassenen Hof, wo sie die Leiche eines älteren Menschen entdeckt, fast vollständig vom Schnee begraben. Im Haus findet sie Tagebuchaufzeichnungen aus dem Jahre 1937. Es stellt sich heraus, dass es sich bei der Leiche um Ina handelt – eine Figur, die dem Zuschauer zuvor als junge Frau bekannt wird, die ihre Mutter Hilma bis in den frühen Tod pflegt und schließlich allein mit ihrem jähzornigen Vater Knövel zurückbleibt. Elisabeth bittet die Tote um Erlaubnis, ihr Haus zu betreten und lebt schließlich darin. Während sie Inas Hinterlassenschaften erforscht, wird deren Lebensgeschichte in Rückblenden erzählt.
Noch zu Lebzeiten der Mutter wird Ina regelmäßig von ihrem Vater verprügelt. Nach dem Tod der Mutter vergewaltigt er sie außerdem, was sich für ihn in dem Glauben rechtfertigt, sie sei für ihn jetzt beides: „Hilma und Ina“, Ehefrau und Tochter.
Ina wächst zu einer erwachsenen Frau heran und beginnt, sich gegen ihren Vater aufzulehnen. Nach einem Streit fällt er auf der Treppe und schlägt sich den Hinterkopf auf. Er wird bettlägerig und Ina pflegt ihn, während er sie weiterhin tyrannisiert. In dieser Zeit begegnet sie dem Pferdehirten Aron, der über die Sommermonate hinweg mit seiner Herde in der Nähe ihres Hofes kampiert. Die beiden verlieben sich ineinander und wollen heiraten, damit Ina den Fängen ihres Vaters endgültig entkommen kann.
Auf dem Weg, Besorgungen für die anstehende Hochzeit zu machen, bricht Aron auf einem vermeintlich zugefrorenen See ein und stirbt.
Ina ist währenddessen schwanger und führt – wie man nur aus den Erzählungen von Elisabeth erfährt – trotz des harten Verlustes ihr Leben weiter, zieht ihr Kind auf, einen Sohn, und hat später mehrere Enkel.
Berührt von Inas Lebensgeschichte begibt sich Elisabeth wieder zu ihren Kindern, denn „Liebe ist stark wie der Tod“.

## Kritiken
„Dramatische Romanverfilmung um Liebe und Tod als schicksalhafte Triebkräfte des Lebens sowie das Erinnern und Erzählen als Mittel gegen die Vergänglichkeit. Zwar fügen sich anfänglich die Darsteller nicht so recht in die winterlich-archaische Landschaft, dann aber gewinnt die Geschichte zunehmend an Suggestivkraft und entfaltet bewegende Momente.“

## Auszeichnungen (Auswahl)
Kameramann Hans-Günther Bücking wurde für seine Arbeit 2005 mit einem Deutschen Filmpreis sowie 2006 mit einem Bayerischen Filmpreis ausgezeichnet.
Die Deutsche Film- und Medienbewertung FBW in Wiesbaden verlieh dem Film das Prädikat besonders wertvoll.